# Enrico Carlotto di Sicilia
Enrico Carlo Ottone d'Hohenstaufen, detto Enrico Carlotto o anche Enrico di Gerusalemme (Ravenna, 18 febbraio 1238 – tra il 2 e il 31 maggio 1253), fu il secondogenito nato dal matrimonio dell'imperatore Federico II e della terza moglie Isabella d'Inghilterra.

## Il nome
Battezzato come Carlo Ottone, assunse quale primo nome Enrico per volere di Federico II. Lo stupor mundi prese tale decisione dopo la morte del maggiore dei suoi figli, per l'appunto Enrico, nato dal matrimonio con Costanza d'Aragona e macchiatosi di tradimento verso lo stesso Federico. A partire dal 1247, sempre per volere del padre, Carlo si fece chiamare esclusivamente Enrico, sebbene gli storiografi, onde evitare equivoci, lo ricordino come Enrico Carlotto.

## Biografia
Enrico fu nominato governatore di Sicilia e Re titolare di Gerusalemme dal 1250, ma morì a quindici anni e non ebbe alcuna discendenza.
Una tradizione cronachistica lo vorrebbe morto per volere del fratellastro Corrado IV, che ne avrebbe ordinato l'esecuzione al suo Gran camerlengo Giovanni Moro, prestatosi, per l'occasione, al ruolo di sicario.

## Ascendenza
|                            |                         |                         | Genitori                 |  |  | Nonni |  |  | Bisnonni            |  |  | Trisnonni          |  |
|                            |                         |                         |                          |  |  |       |  |  | Federico Barbarossa |  |  | Federico di Svevia |  |
|                            |                         |                         |                          |  |  |       |  |  | Federico Barbarossa |  |  | Federico di Svevia |  |
|                            |                         | Giuditta di Baviera     |                          |  |  |       |  |  | Federico Barbarossa |  |  |                    |  |
| Enrico VI di Svevia        |                         |                         |                          |  |  |       |  |  | Federico Barbarossa |  |  |                    |  |
|                            |                         | Beatrice di Borgogna    | Rinaldo III di Borgogna  |  |  |       |  |  |                     |  |  |                    |  |
|                            |                         | Beatrice di Borgogna    | Rinaldo III di Borgogna  |  |  |       |  |  |                     |  |  |                    |  |
|                            |                         | Beatrice di Borgogna    | Agata di Lorena          |  |  |       |  |  |                     |  |  |                    |  |
| Federico II di Svevia      |                         | Beatrice di Borgogna    |                          |  |  |       |  |  |                     |  |  |                    |  |
|                            |                         | Ruggero II di Sicilia   | Ruggero I di Sicilia     |  |  |       |  |  |                     |  |  |                    |  |
|                            |                         | Ruggero II di Sicilia   | Ruggero I di Sicilia     |  |  |       |  |  |                     |  |  |                    |  |
|                            |                         | Ruggero II di Sicilia   | Adelasia del Vasto       |  |  |       |  |  |                     |  |  |                    |  |
| Costanza d'Altavilla       |                         | Ruggero II di Sicilia   |                          |  |  |       |  |  |                     |  |  |                    |  |
|                            |                         | Beatrice di Rethel      | Gunther di Rethel        |  |  |       |  |  |                     |  |  |                    |  |
|                            |                         | Beatrice di Rethel      | Gunther di Rethel        |  |  |       |  |  |                     |  |  |                    |  |
|                            |                         | Beatrice di Rethel      | Beatrice di Namur        |  |  |       |  |  |                     |  |  |                    |  |
| Enrico Carlotto di Sicilia |                         | Beatrice di Rethel      |                          |  |  |       |  |  |                     |  |  |                    |  |
|                            | Enrico II d'Inghilterra | Goffredo V d'Angiò      |                          |  |  |       |  |  |                     |  |  |                    |  |
|                            | Enrico II d'Inghilterra | Goffredo V d'Angiò      |                          |  |  |       |  |  |                     |  |  |                    |  |
|                            | Enrico II d'Inghilterra | Matilde d'Inghilterra   |                          |  |  |       |  |  |                     |  |  |                    |  |
| Giovanni d'Inghilterra     | Enrico II d'Inghilterra |                         |                          |  |  |       |  |  |                     |  |  |                    |  |
|                            |                         | Eleonora d'Aquitania    | Guglielmo X di Aquitania |  |  |       |  |  |                     |  |  |                    |  |
|                            |                         | Eleonora d'Aquitania    | Guglielmo X di Aquitania |  |  |       |  |  |                     |  |  |                    |  |
|                            |                         | Eleonora d'Aquitania    | Aénor di Châtellerault   |  |  |       |  |  |                     |  |  |                    |  |
| Isabella d'Inghilterra     |                         | Eleonora d'Aquitania    |                          |  |  |       |  |  |                     |  |  |                    |  |
|                            |                         | Ademaro III d'Angoulême | Guglielmo VI d'Angoulême |  |  |       |  |  |                     |  |  |                    |  |
|                            |                         | Ademaro III d'Angoulême | Guglielmo VI d'Angoulême |  |  |       |  |  |                     |  |  |                    |  |
|                            |                         | Ademaro III d'Angoulême | Margherita di Turenne    |  |  |       |  |  |                     |  |  |                    |  |
| Isabella d'Angoulême       |                         | Ademaro III d'Angoulême |                          |  |  |       |  |  |                     |  |  |                    |  |
|                            |                         | Alice di Courtenay      | Pietro I di Courtenay    |  |  |       |  |  |                     |  |  |                    |  |
|                            |                         | Alice di Courtenay      | Pietro I di Courtenay    |  |  |       |  |  |                     |  |  |                    |  |
|                            |                         | Alice di Courtenay      | Elisabetta di Courtenay  |  |  |       |  |  |                     |  |  |                    |  |
|                            |                         | Alice di Courtenay      |                          |  |  |       |  |  |                     |  |  |                    |  |

## Araldica
Il monaco benedettino e cronista inglese Matthew Paris, nella sua Chronica Majora, importante manoscritto medievale corredato da numerose miniature di carattere araldico o, comunque, prearaldico, attribuisce a Enrico uno stemma con figure uscenti. L'arme, partita di rosso, ai tre leoni passanti uscenti, e d'oro, all'aquila bicipite di nero uscente, è, in buona sostanza, una fusione dell'insegna imperiale con quella dei sovrani d'Inghilterra:
(Blasonatura)

Arme d'Inghilterra
Arme imperiale all'aquila bicipite attribuita a Federico II
Arme attribuita a Enrico Carlo Ottone, nella Chronica Majora